# Mathilde von Keller
Mathilde Amalie Ida hraběnka von Keller (1. ledna 1853 Erfurt – 4. listopadu 1945 Postupim) byla dvorní dáma poslední německé císařovny a pruské královny Augusty Viktorie Šlesvicko-Holštýnské.

## Život
Narodila se v Erfurtu Gustava von Kellera (1805–1897) a jeho druhé manželky Mathilde von Grolman (1813–1900). Z prvního manželství svého otce měla starší bratra Gustava Karla (1840–1870), který padl v jedné z bitev prusko-francouzské války.
Její služba u pruského královského dvora začala v únoru 1881 svatbou prince Viléma (1859–1941) s princeznou Augustou Viktorií Šlesvicko-Holštýnskou (1858–1921). Společně s hraběnkami Teresou von Brockdorff a Claire von Gersdorff patřila po desetiletí k nejbližšímu doprovodu císařské rodiny.
Jako jediná v roce 1918 následovala císařovnu do exilu v Nizozemsku. Její služba skončila smrtí Augusty v dubnu 1921. Hraběnka von Keller se vrátila do Německa a zbytek života strávila v Postupimi, kde se věnovala psaní memoárů.
Zemřela v listopadu 1945 svobodná a bezdětná ve věku dvaadevadesáti let. Je pohřbena na hřbitově v postupimské čtvrti Bornstedt.

## Dílo
- Vierzig Jahre im Dienst der Kaiserin : Ein Kulturbild aus d. J. 1881-1921, Koehler & Amelang, Lipsko 1935